# Bergan Castle
Bergan Castle är en kulle i Antarktis. Den ligger i Östantarktis. Storbritannien gör anspråk på området. Toppen på Bergan Castle är 1 590 meter över havet.
Terrängen runt Bergan Castle är varierad. Trakten är obefolkad. Det finns inga samhällen i närheten.